# Diemen
Diemen – gmina oraz miasteczko w Holandii z liczbą mieszkańców wahającą się wokół 27000. Znajduje się w Holandii Północnej na wschód od Amsterdamu.

## Geografia
Diemen jest zlokalizowane w zachodniej części Holandii. Gmina jest przecinana przez trzy drogi wodne: Weespertrekvaart, Kanał Amsterdam–Ren i rzekę Diem.

## Transport
W miasteczku znajduje się stacja kolejowa. Przez miejscowość przebiegają autostrady A1 i A10.

## Galeria

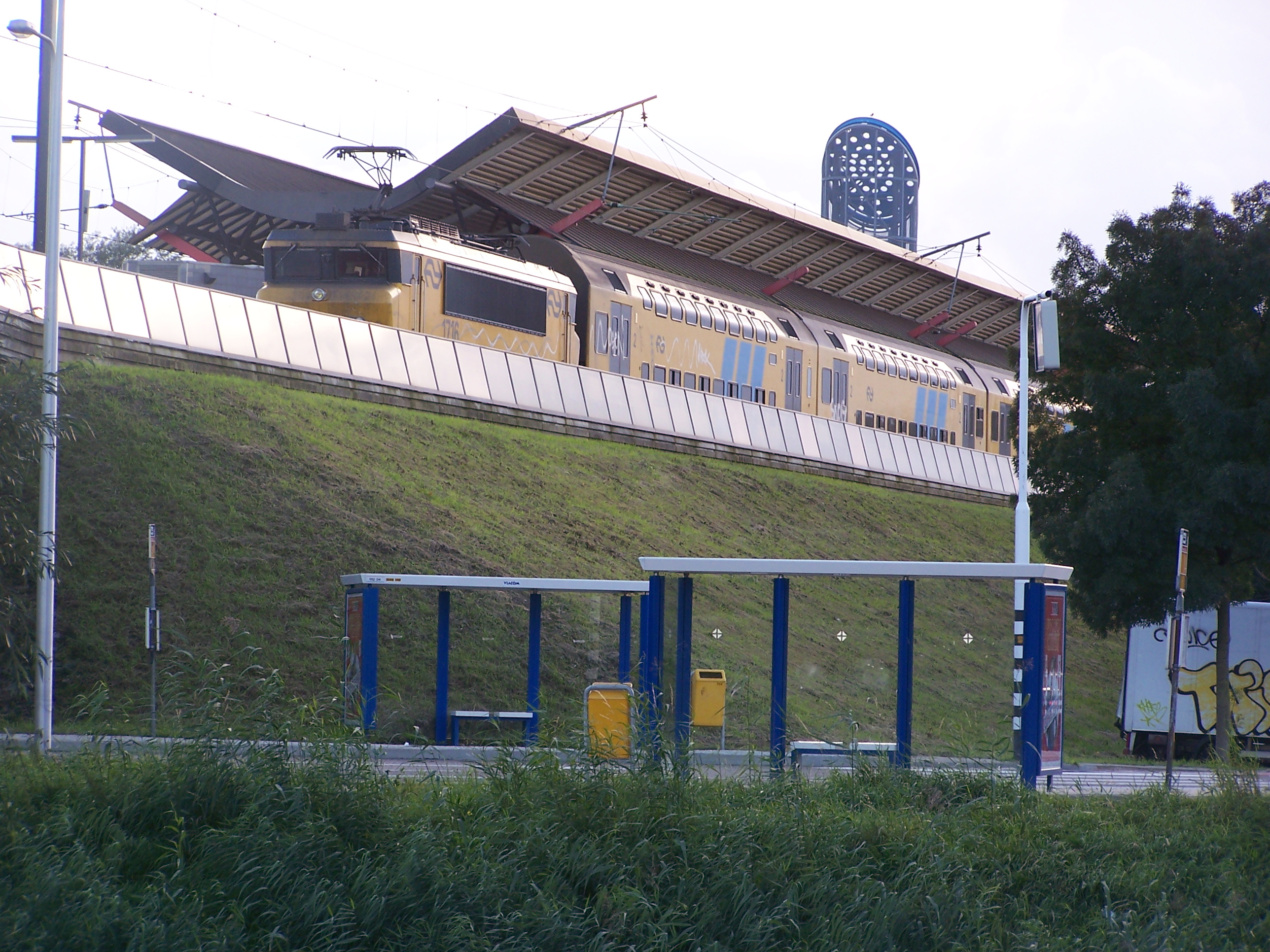
Stacja kolejowa w Diemen
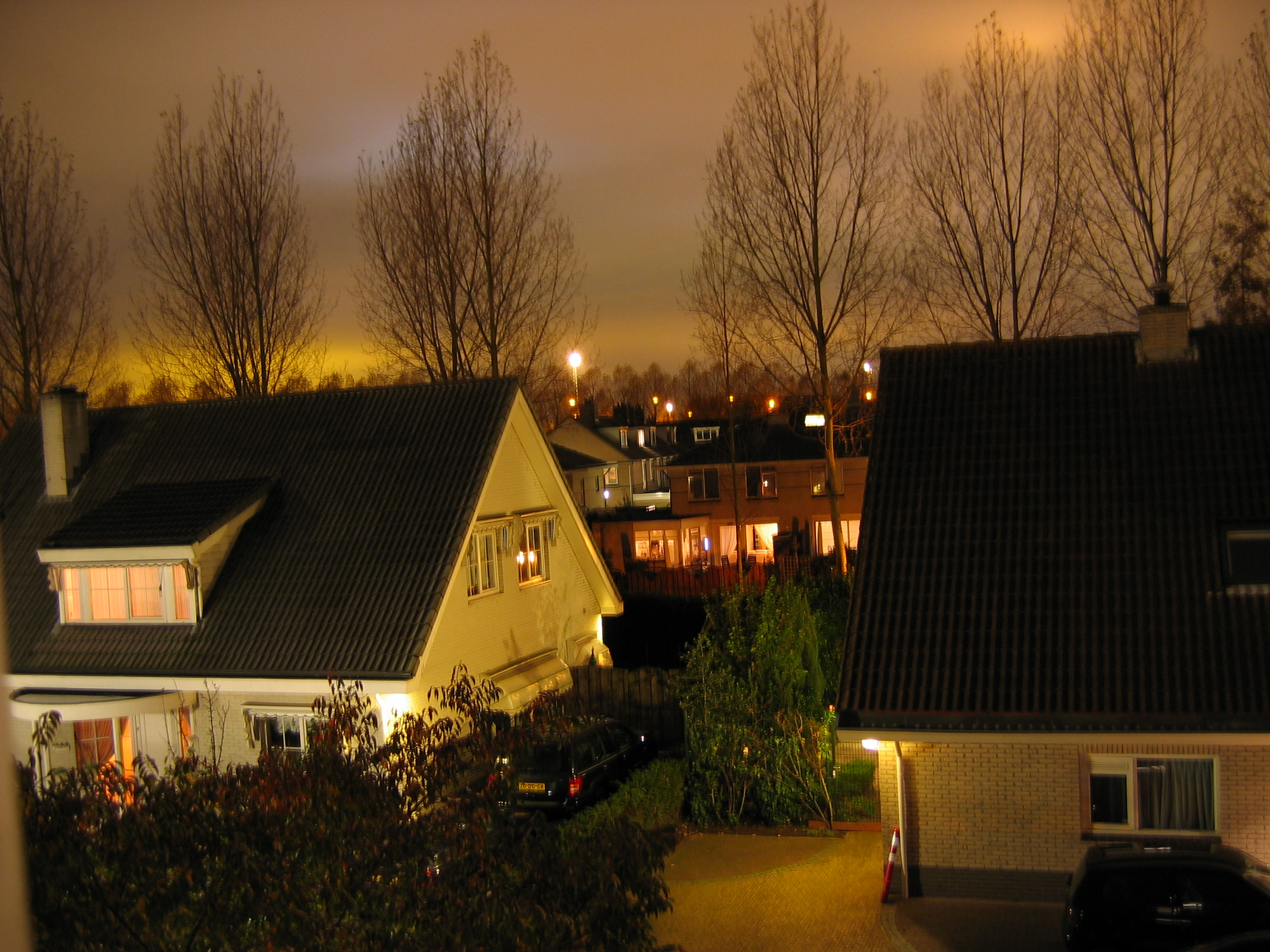
Diemen nocą
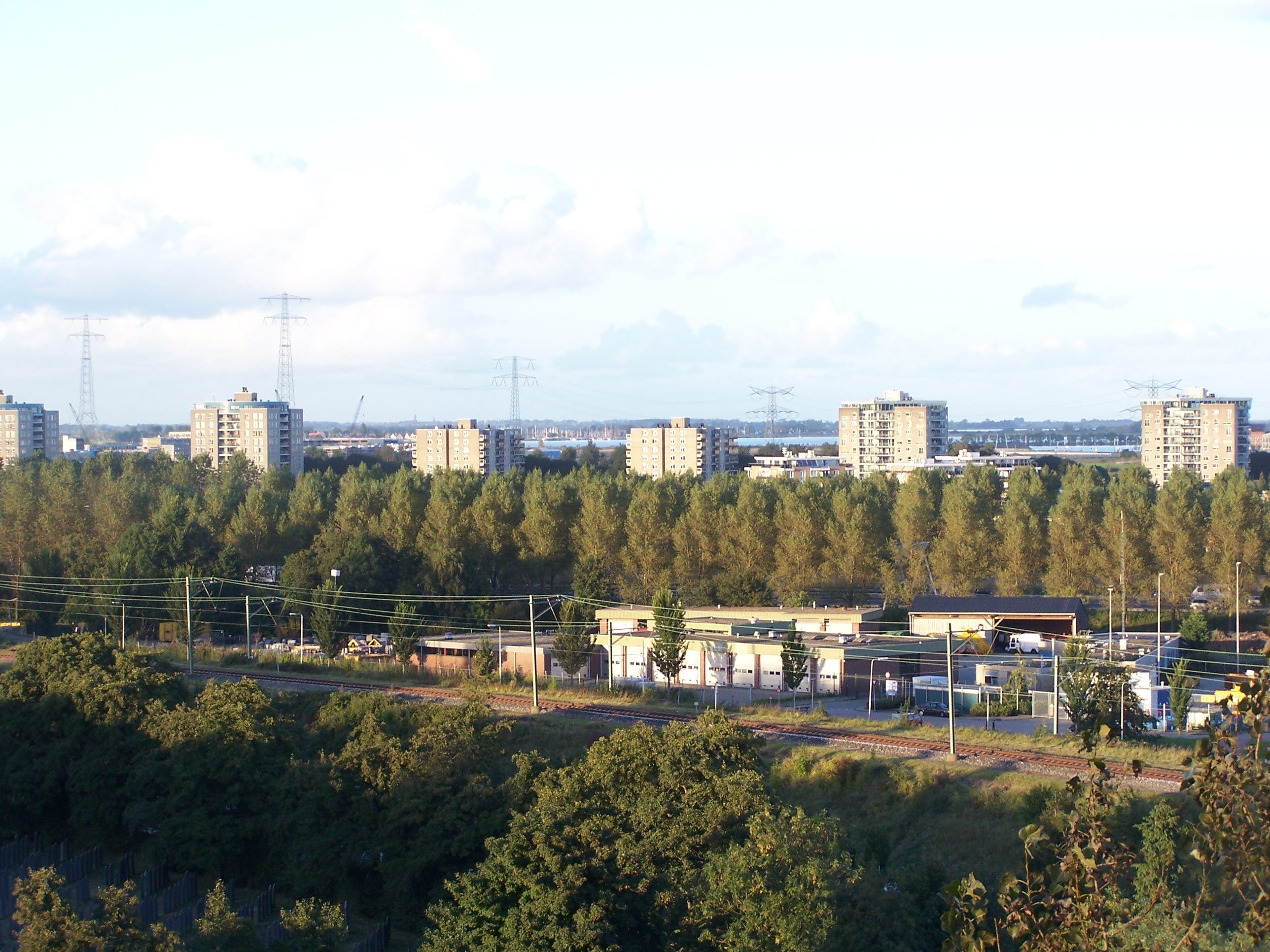
Diemen-Noord (północna część Diemen)